# 종말의 스텔라
종말의 스텔라(일본어: 終のステラ, Stella of The End)는 비주얼 아츠 브랜드 Key가 개발한 일본의 종말물 비주얼 노벨이다. 2022년 9월 30일 마이크로소프트 윈도우용으로 출시되었으며 전체적으로 Key의 18번째 게임이다.